# Ekonomisk-filosofiska manuskript
Ekonomisk-filosofiska manuskript eller Parismanuskripten är ett av Karl Marx tidiga verk. Marx skrev denna text 1844 men den blev inte utgiven förrän 1932. Ekonomisk-filosofiska manuskripten innehåller till exempel Marx alienationsteori och hans kritik mot dåtidens ekonomer. Verket anses vara en av Marx viktigare texter, enligt många marxistiska skolor. Den finlandssvenske filosofen Georg Henrik von Wright anser exempelvis att manuskripten tillsammans med Grundrisse ("Grunddragen i kritiken av den politiska ekonomin från 1857–1858") och Kapitalet (1867) utgör "ryggraden" i Karl Marx teoribildning. Verket, som publicerades i Josef Stalins Sovjetunionen, kom senare att användas av Östeuropas dissidenter mot Sovjetsystemets odemokratiska strukturer. En del har velat se på verket som tillhörande Marx omogna och filosofiska period och har därför tillmätt det liten eller ingen betydelse.

## Manuskriptens innehåll
Ekonomisk-filosofiska manuskripten består av tre manuskript som i tryckt form upptar cirka 135 sidor. Det första manuskriptet innehåller rubrikerna "Arbetslönen", "Kapitalets profit", "Jordräntan" samt "Det alienerade arbetet". Det andra innehåller "Privategendomens förhållande" och det tredje slutligen "Privategendom och arbete", "Privategendom och kommunism", "Behov, produktion, arbetsdelning", "Penningen" samt "Kritik av den hegelska dialektiken och filosofin överhuvud".
I manuskripten är Marx fortfarande anhängare av Ludwig Feuerbachs antropologiska filosofi och av Adam Smiths nationalekonomiska teorier.

## Citat
| ” | Detta får därför till följd, att människan (arbetaren) känner sig fritt verksam blott i sina djuriska funktioner, genom att äta, dricka och avla barn, på sin höjd också genom att sätta bo, att kläda sig etc., medan hon i sina mänskliga funktioner inte är mer än ett djur. Det djuriska blir det mänskliga och det mänskliga blir det djuriska. | „ |